# I Liceum Ogólnokształcące im. Bolesława Prusa w Siedlcach
I Liceum Ogólnokształcące im. Bolesława Prusa w Siedlcach – jedna z najstarszych szkół średnich w Siedlcach.

## Historia
W 1906 w wyniku strajków szkolnych z lat 1902–1905, powstała prywatna szkoła, zwana Gimnazjum Podlaskim, kierowana przez Tadeusza Radlińskiego. Miała być konkurencją dla rosyjskiego Rządowego Męskiego Gimnazjum Klasycznego. Szkoła mieściła się w gmachu przy ul. Floriańskiej. Kolejnym dyrektorem szkoły, w roku 1912, został Mieczysław Asłanowicz. Po odzyskaniu niepodległości, jesienią 1918 roku, Gimnazjum Podlaskie zostało upaństwowione i otrzymało nazwę Gimnazjum im. Hetmana Stanisława Żółkiewskiego w Siedlcach. Jednocześnie zostało przeniesione do budynku przy ul. Szkolnej (dziś Konarskiego). Było to trzecie państwowe polskie gimnazjum w odradzającej się Polsce. Szkoła mieściła się w dwóch budynkach: przy ulicy Floriańskiej został utworzony Wydział Humanistyczny, przy ul. Konarskiego (w budynku dawnego rosyjskiego gimnazjum) Wydział Matematyczno-Przyrodniczy. Dyrektorem był nadal Mieczysław Asłanowicz, a jego zastępcą został Stanisław Rutkowski, odpowiadający za wyodrębniony Wydział Humanistyczny. W 1923 Wydział Humanistyczny został przekształcony w odrębną placówkę – Państwowe Gimnazjum im. Bolesława Prusa. Wydarzenie to uważane jest za oficjalny początek istnienia I LO w Siedlcach. Po II wojnie światowej, w czasie której szkoła nie mogła legalnie działać, funkcjonowanie placówki wznowiono w 1944. Od roku 1953 szkoła jest placówką koedukacyjną.
Bolesław Prus, patron szkoły, uczęszczał do gimnazjum w Siedlcach, funkcjonującego później jako Rządowe Męskie Gimnazjum Klasyczne, na przełomie lat 1861/1862.

## Dyrektorzy
- Stanisław Rutkowski (kier. od 1923, dyr. od 1 marca 1924[1] – 1961) – nauczyciel języka polskiego
- Jan Krawczyk (1961–1962) – nauczyciel języka polskiego i łacińskiego
- Józef Potocki (1962–1972) – nauczyciel historii
- Irena Gawryjołek (1972–1976) – nauczyciel języka polskiego
- Lucjan Krupa (1976–1990) – nauczyciel chemii
- Adam Owczarczyk (1991–2007) – nauczyciel matematyki
- Andrzej Kopiec (2007–2022) – nauczyciel języka rosyjskiego
- Anita Woźnica (2022– obecnie) – nauczyciel historii i wiedzy o społeczeństwie[2]

## Absolwenci
Naukowcy:
- Kazimierz Krysiak – rektor SGGW (1955–1962), członek PAN[3]
- Wiesław Barej – rektor SGGW (1987–1990), członek PAN[3]
- Janusz Górski – ekonomista, polityk, rektor Uniwersytetu Łódzkiego (1972–1975), na przełomie lat 70. i 80. minister Nauki, Szkolnictwa Wyższego i Techniki[3]
- Jan Pachecka – prorektor Akademii Medycznej w Warszawie (1989–1996), ekspert, przewodniczący i członek wielu organizacji i towarzystw w dziedzinie farmacji[3]
- Mieczysław Szostek – prorektor Akademii Medycznej w Warszawie (1997–2000)[4]
- Mieczysław Wrzosek – dziekan Wydziału Humanistycznego filii UW w Białymstoku[5]
- Bogdan Chazan – lekarz, prof. ginekologii i położnictwa, dyrektor Szpitala Ginekologiczno-Położniczego im. Świętej Rodziny w Warszawie[3]
- Józef Tadeusz Milik – ksiądz, biblista, orientalista, poliglota, pionier qumranistyki
- Józef Wierzchowski – językoznawca, profesor Uniwersytetu Warszawskiego[6]
- Jerzy Pluta – wykładowca Politechniki Warszawskiej[7]
- Karol Wysokiński – fizyk, profesor Uniwersytetu Marii Curie – Skłodowskiej w Lublinie, członek Polskiej Akademii Nauk[8]
- Andrzej Chojnacki – profesor, dziekan Wydziału Cybernetyki Wojskowej Akademii Technicznej[9]
- Adam Sobiczewski – fizyk, profesor Politechniki Warszawskiej, członek Polskiej Akademii Nauk[10]
- Małgorzata Tafil-Klawe – lekarz, profesor medycyny, prorektor Collegium Medicum Uniwersytetu Mikolaja Kopernika w Toruniu

Politycy i działacze samorządowi:
- Wojciech Kudelski – samorządowiec, prezydent Siedlec w latach 2006–2018[3]
- Zygmunt Wielogórski – wojewoda siedlecki w latach 1994–1997[3]
- Krzysztof Tchórzewski – wojewoda siedlecki (1990–1992), poseł na sejm, sekretarz stanu w Ministerstwie Transportu i Gospodarki Morskiej (1997–2001)[3]
- Kamila Gasiuk-Pihowicz – prawniczka, poseł na Sejm
- Krzysztof Mulawa - ekonomista, poseł na Sejm X kadencji

Duchowni:
- Leon Knabit – benedyktyn, twórca katolickich programów publicystycznych, przeor opactwa w Tyńcu (2001–2002), honorowy obywatel miasta Siedlce, pisarz
- Wiesław Niewęgłowski – duszpasterz środowisk twórczych, kierownik telewizyjnych programów katolickich, publicysta, pracownik naukowy Akademii Teologii Katolickiej i Uniwersytetu Kardynała Stefana Wyszyńskiego

Artyści, ludzie kultury, dziennikarze:
- Jacek Woszczerowicz[3]
- Jolanta Żółkowska[3]
- Piotr Siwkiewicz[3]
- Mirosław Andrzejewski[11]
- Rafał Mroczek[3]
- Marcin Mroczek[3]
- Daniel Ludwiczuk – artysta, rzeźbiarz, metaloplastyk, ceramik

Wojskowi:
- Edward Adamski – generał brygady WP